# Carlos Noriega
Carlos Noriega, vollständiger Name Carlos Francisco Noriega Pons, (* 19. Juni 1922 im Departamento Río Negro; † September 1991 in Puerto Rico) war ein uruguayischer Wasserspringer und Schwimmer. 
Noriega betätigte sich zunächst als Turmspringer und wurde in dieser Disziplin 1941 Südamerikameister. Er gehörte zudem dem uruguayischen Aufgebot bei den Olympischen Sommerspielen 1948 in London an. Bei den Spielen in England startete er über die 100-Meter-Rücken-Strecke. Dort schied er jedoch als Viertplatzierter seines Vorlaufs mit einer geschwommenen Zeit von 1:15,0 Minuten bereits in der ersten Runde aus.